# جیم یونگ کیم
جیم یونگ کیم معروف به کیم یونگ (به انگلیسی: Jim Yong Kim) (زاده ۸ دسامبر ۱۹۵۹ در سئول)، رئیس بانک جهانی از ژوئیه ۲۰۱۲ تا فوریه ۲۰۱۹
وی علاوه بر تحصیل در رشته پزشکی، موفق به اخذ درجه دکترا در رشته مردم‌شناسی نیز شده‌است. وی دوازدهمین رئیس بانک جهانی است.
جیم یونگ کیم پزشک و تبعه آمریکا است و رئیس دانشگاه دارتموث آمریکا بین سال‌های ۲۰۰۹ تا ۲۰۱۲ بوده و نیز سابقه تدریس در دانشگاه هاروارد بین سال‌های ۱۹۹۳ تا ۲۰۰۹ دارد.

## تصدی ریاست بانک جهانی
جیم یونگ کیم، توانست بر انگوزی اوکونجو اویلا که وزیر دارایی نیجریه و رقیب جدی وی به شمار می‌رفت، پیروز شود. خوزه آنتونیو اوکامپو که وزیر دارایی سابق کلمبیا و نامزد دیگر برای احراز این سمت بود، پیشتر با اشاره به سیاسی بودن روند انتخاب رئیس بانک جهانی از این رقابت کناره گیری و از اوکونجو اویلا حمایت کرده بود.
برای نخستین بار در تاریخ بانک جهانی بود که انحصار آمریکا بر ریاست آن به چالش کشیده شد. در تاریخ ۲۳ مارس ۲۰۱۲، رئیس‌جمهوری آمریکا، باراک اوباما اعلام کرد که کیم به عنوان رئیس بعدی بانک جهانی به جای رابرت زولیک عهده‌دار این سمت شود و بدین ترتیب کیم دوازدهمین رئیس بانک جهانی شد.
بنا بر عرف، دولت آمریکا، رئیس بانک جهانی و اروپا هم رئیس صندوق بین‌المللی پول را تعیین می‌کند.

## فعالیت‌ها
وی در سن پنج سالگی به همراه خانواده‌اش از کره جنوبی به آمریکا مهاجرت کرد و در سال‌های ۲۰۰۳ تا ۲۰۰۷ در کنار تحقیق و پژوهش بر روی روش‌های درمان بیماری ایدز و راه‌های پیشگیری از ابتلا به آن به ویژه در کشورهای آفریقایی، با سازمان بهداشت جهانی نیز همکاری داشت.